# Bassariscus
Bassariscus é um gênero de mamíferos arborícolas e noturnos nativos do Novo Mundo e pertencentes à família Procyonidae.

## Descrição
O gênero é caracterizado como tendo uma morfologia dentária primitiva que o distingue de táxons fósseis e recentes com dentições hipocarnívoras mais derivadas.

## Evolução
Estudos recentes mostram que os Bassariscus são os animais filogeneticamente mais próximos dos guaxinins.

## Espécies
As espécies viventes do gênero são:
- Bassariscus astutus (Lichtenstein, 1830)
- Bassariscus sumichrasti (Saussure, 1860)